# Robert Janssens
Pour les articles homonymes, voir Janssens.
Robert Janssens est un compositeur et chef d'orchestre belge est né en 1939. Il est membre francophone de l'Union des compositeurs belges dont une des missions essentielles est « diffuser la production orchestrale des compositions de chez nous».
Il est le chef permanent de l’Ensemble symphonique de Bruxelles. Il a dirigé l l’Opéra Royal de Wallonie, l’Orchestre Symphonique de Liège et l’Orchestre National de Belgique. Il a exercé ses talents à l’étranger: aux Etats-Unis, en Russie, au Japon, en Chine au Canada, en Amérique du Sud et dans différents pays européens. 
Parmi les œuvres disponibles sur CD, citons les orchestrations de noëls traditionnels français, flamands et européens, Kyrie-Allô!, Tu quoque, Vidimus Stellam, Les Chemins de la Liberté, Soon, Amen, Mutatis Mutandis, Victor, Requiem, Concerti, Musique de Chambre,Trios, Quatuors à cordes.

## Œuvres
- Quatre impromptus pour clavier, 1977
- Les marionnettes de Toone pour orchestre, 1978
- Conversations pour flûte, clarinette, hautbois et Fagott, 1981
- Narcisse sur un texte de Frederika Blanka für Stimme et orchestre sans clavier, 1981
- Le chant du pou pour flute, 1982
- Le Messe des artistes, dite de St François für Sopran, Frauenchor und Orchester, 1982
- Prélude et fugues für Orgel, 1983
- Concertino für Klarinette und Klavier oder Streicher, 1984
- Concertino per fagotto für Fagott und Orchester oder Klavier, 1987
- Hommage à Ravel für Klavier, 1987
- Silver Trio für Flöte, Violine und Cello, 1987
- Les chemins de la liberté für zwei Klaviere, 1988
- Les sonates de l'Abbaye für Kammerorchester, 1988
- Trio für Flöte, Violine und Viola, 1988
- Toy toy für Klavier, 1990
- Mutatis mutandis für Cello, Kontrabass oder Viola und Klavier, 1991
- Utinam für Klavier, 1991
- Concerto n°2 für Klavier oder Violine und Orchester oder Violine und Klavier, 1992
- Zodia, 1992
- Disneyland für Klarinette und Klavier, 1992
- Sonate "facile" für Klarinette und Klavier, 1992
- Yerma, Ballett, 1992, 1996
- Voyage au pays sonore... für Altsaxophon, Schlagzeug, Akkordeon, Klavier und Synthesizer, 1993
- Sonatine für Recorder und Cembalo, 1994
- Thème et variations für Flöte und Gitarre, 1994
- Quatuor à cordes n°1, 1999
- Concerto für Cello und Orchester, 2001
- Quatuor à cordes n°2, 2004
- Requiem für gemischten Chor und Orchester, 2004
- Quatuor à cordes n°3, 2005
- Kid Soon für Sopran, Chor und Orchester, 2005
- Trio à clavier, 2005
- Trio für Violine, Viola und Cello, 2005
- Kyrie? Allo? für Sopran, Bariton, Frauen- und Kinderchor und Orchester, 2006
- Vidimus Stellam für gemischten Chor, Orgel und Orchester, 2007